# ICL Group
ICL Group Ltd. (tidligere Israel Chemicals) er en israelsk multinational producent af kunstgødning, metaller og andre kemiprodukter. ICL producerer ca. 1/3 af verdens bromin og er blandt de største producenter af potaske.
ICL er et datterselskab til Israel Corporation. ICL Group har fosfatminedrift i Negev-ørkenen ved det det døde hav.